# گورستان گرگوند هرمیان علیا
قبرستان گرگوند هرمیان علیا مربوط به دوره اشکانیان است و در شهرستان ثلاث باباجانی، بخش ازگله، روستای هرمیان علیا واقع شده و این اثر در تاریخ ۳۰ تیر ۱۳۸۴ با شمارهٔ ثبت ۱۲۱۷۵ به‌عنوان یکی از آثار ملی ایران به ثبت رسیده است.